# Tendenskritik
Tendenskritik är en form av källkritik som innebär att granska vilka särintressen som källans upphovsman kan tänkas ha. En person som deltagit i beslut som i efterhand framstår som dåligt kan exempelvis ha intresse av att i efterhand framställa beslutet på ett sätt som är mindre belastande för denna person.